# Vahastu
Vahastu är en ort i Estland. Den ligger i Kaiu kommun och landskapet Raplamaa, i den centrala delen av landet, 60 km sydost om huvudstaden Tallinn. Vahastu ligger 76 meter över havet och antalet invånare är 113.
Terrängen runt Vahastu är mycket platt. Runt Vahastu är det glesbefolkat, med 10 invånare per kvadratkilometer. Närmaste större samhälle är Paide, 18,3 km öster om Vahastu. I omgivningarna runt Vahastu växer i huvudsak blandskog.